# 螺鈿漆花文箱

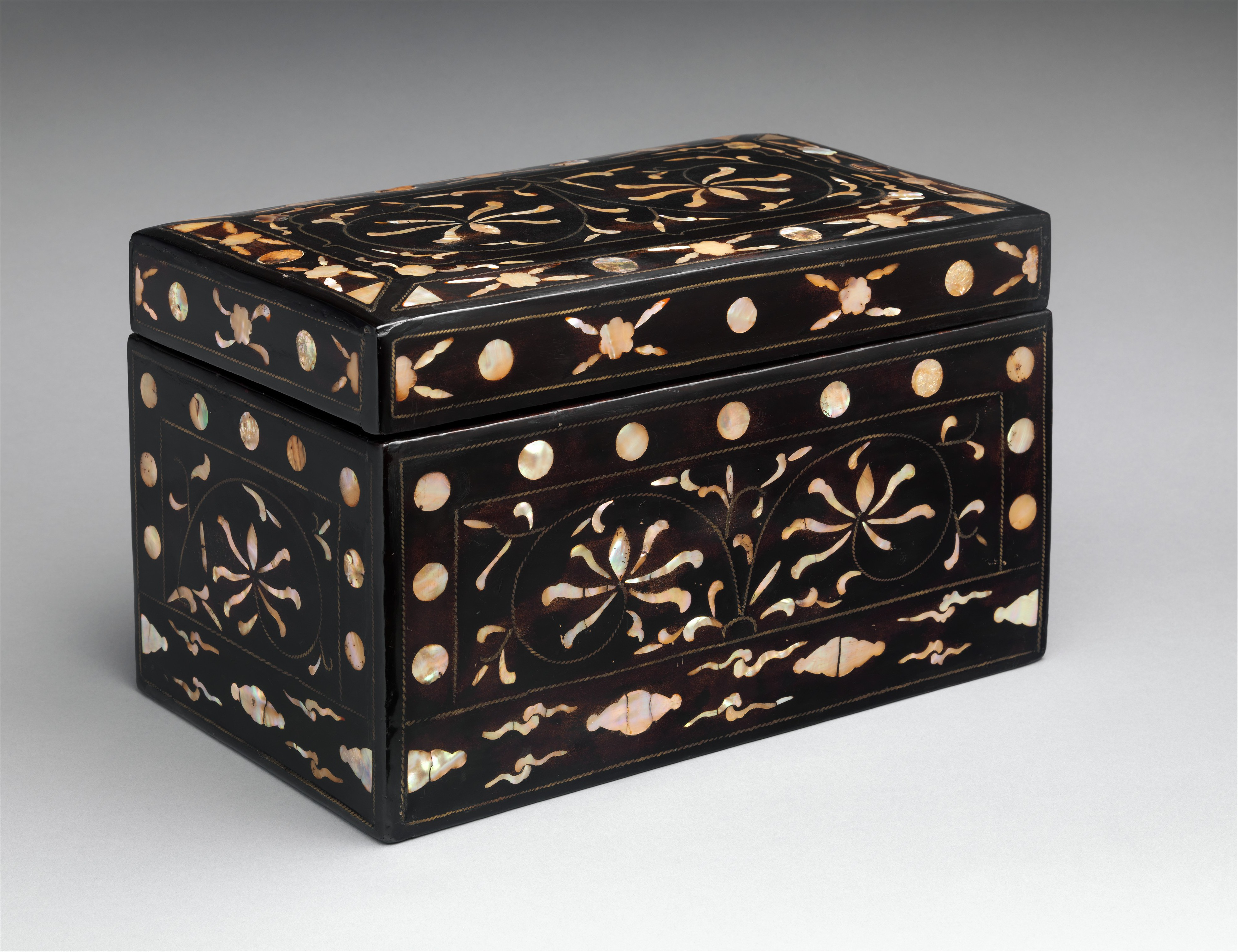
ニューヨークのメトロポリタン美術館に収蔵されている螺鈿漆花文箱

螺鈿漆花文箱（らでんうるしかもんばこ、朝: 나전 칠 꽃 무늬 함、英: Box with floral decoration）は、18世紀の朝鮮王朝時代に作られた螺鈿漆器工芸品である。アメリカ合衆国ニューヨークメトロポリタン美術館に収蔵されている。

## 解説
螺鈿は漆器や木器に貝殻やコブタニシの貝殻を象嵌する装飾技法で、金属などの表面の装飾にも用いられる。中国では、周代にはすでに螺鈿細工が広く普及しており、五代十国時代に非常に高い水準に達し、明・清の時代に最盛期を迎えた。螺鈿漆花文箱は18世紀の朝鮮王朝時代に朝鮮半島で作られた。箱状の螺鈿漆器の外観には、真珠母を素朴な花の形で装飾し、その花の茎には金属の糸を撚り合わせたものを用いている。表面には鼈甲のような円盤状のものがいくつか嵌め込まれており、漆器の内部には赤い緞子が張られている。大きさや形の面では、螺鈿漆花文箱に似ている螺鈿漆器は多い。しかし、他の同種の作品とは異なり、本漆器は黒く塗られており、金粉が付着している。2015年にフローレンスとハーバート・アーヴィングによってメトロポリタン美術館に寄贈され、これまでに8回の外部展示が行われている。

## 画像集

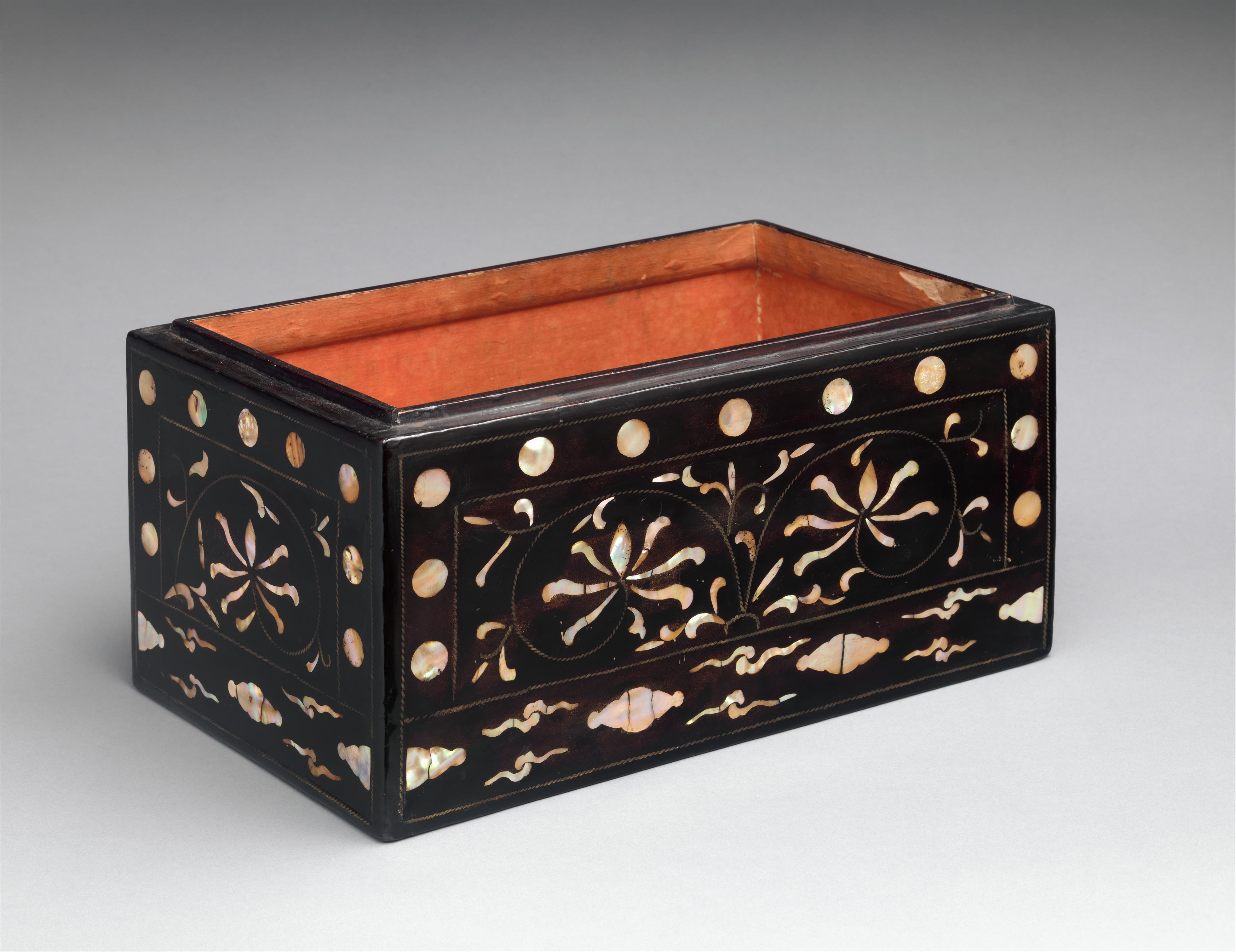
蓋を取り外した螺鈿漆花文箱
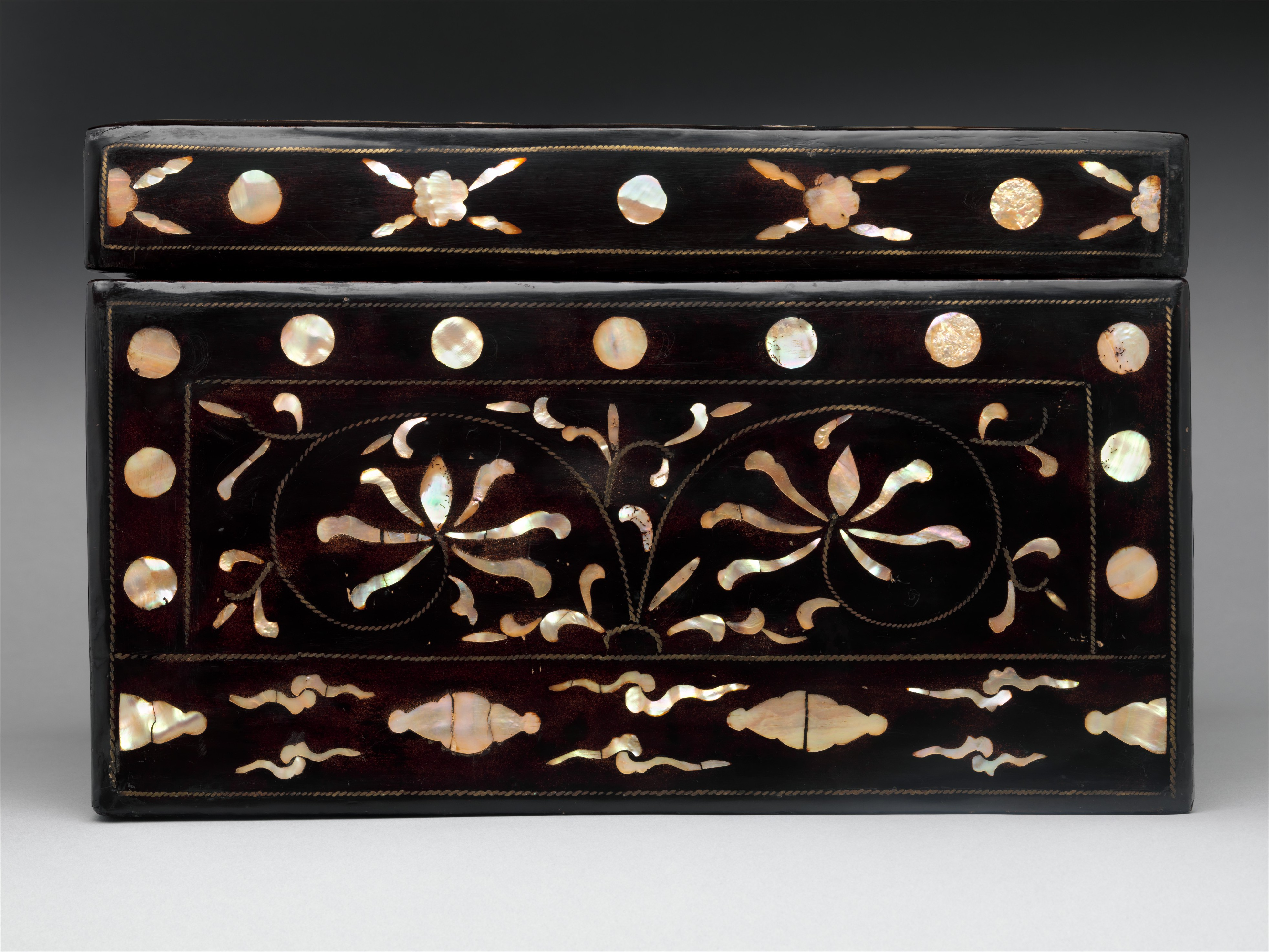
螺鈿漆花文箱の正面
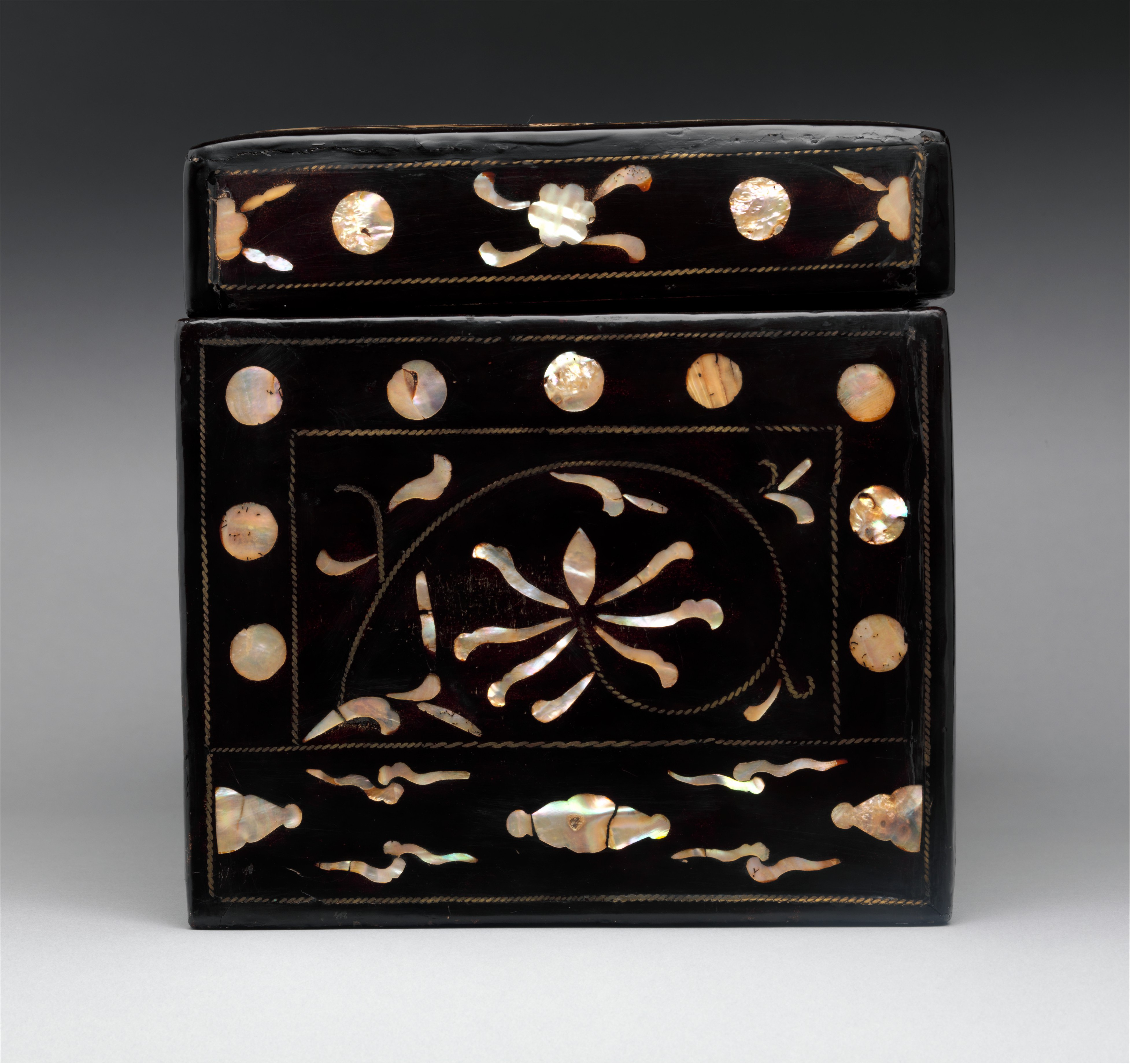
螺鈿漆花文箱の側面
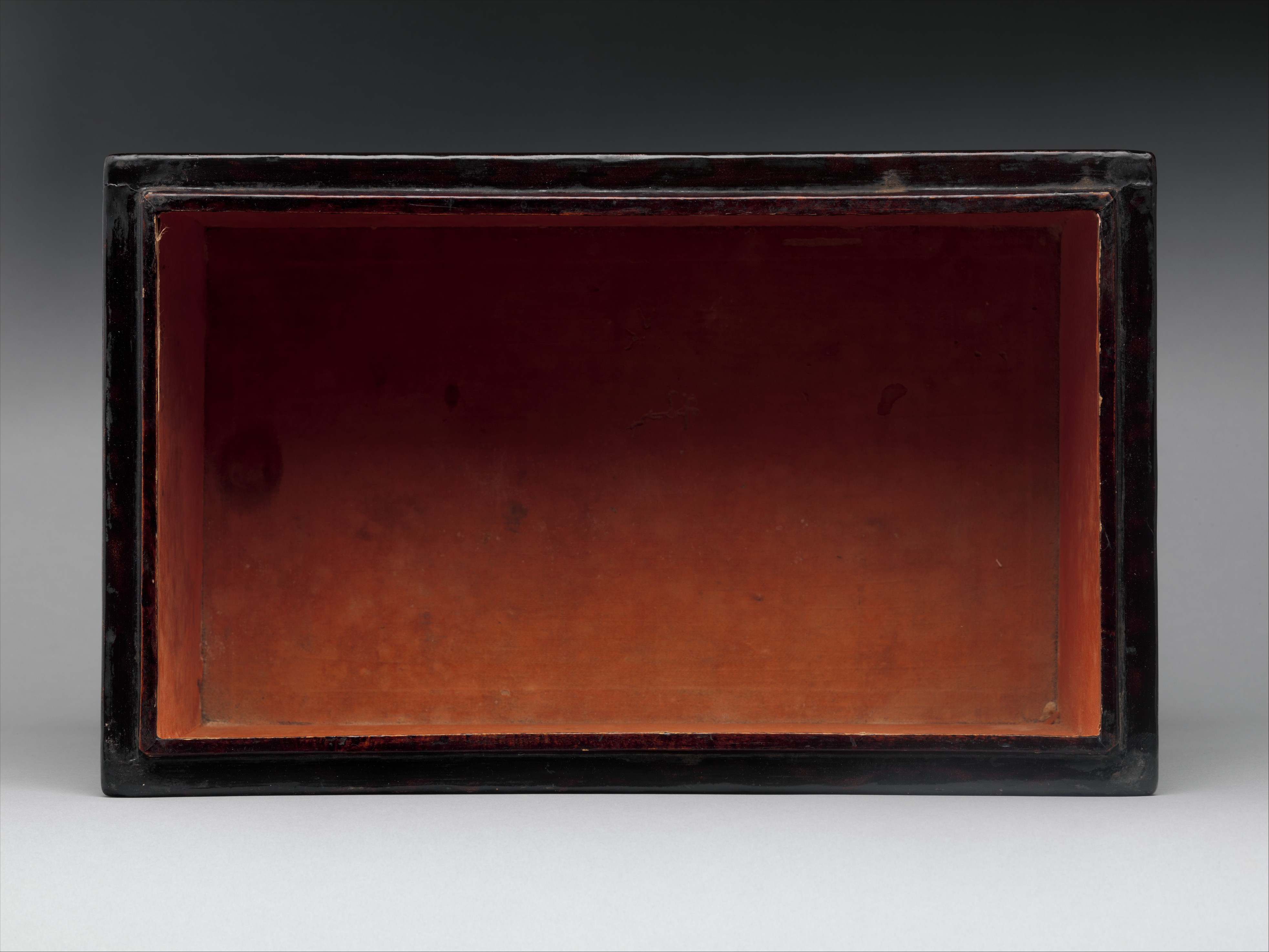
螺鈿漆花文箱の内部